# Бистра (Поморське воєводство)
Бистра (пол. Bystra, нім. Scharfenberg) — село в Польщі, у гміні Прущ-Гданський Ґданського повіту Поморського воєводства. Населення — 386 осіб (2011).

## Демографія
Демографічна структура станом на 31 березня 2011 року:
|          | Загалом | Допрацездатний вік | Працездатний вік | Постпрацездатний вік |
| -------- | ------- | ------------------ | ---------------- | -------------------- |
| Чоловіки | 191     | 54                 | 124              | 13                   |
| Жінки    | 195     | 31                 | 126              | 38                   |
| Разом    | 386     | 85                 | 250              | 51                   |